# 平涼公園
平涼公園又稱上海平涼公園，是中華人民共和國上海市楊浦區平涼路的一個公園。公園面積1.36公頃。

## 歷史
當地原为河流与堆放垃圾的空地，始建於1957年，1958年1月20日正式開放。開放時免費。公園开放数年后园中设施损坏较多，於是1961年闭园改建。1962年再度开放，並且改為收費制。後來又免費。2008年，公園再次改建。